# Lingtu Automobile
Lingtu Automobile (englisch Link Tour Automobile) ist ein Unternehmen der Automobilindustrie in der Volksrepublik China. Es stellt Automobile her, wobei der Schwerpunkt lange Jahre auf Elektroautos mit niedrigen Geschwindigkeiten lag.

## Unternehmensgeschichte
Das Unternehmen wurde am 21. Mai 2009 als Hebei Yujie Vehicle Industry (englisch Hebei Yogomo Vehicle Industry) gegründet. Der Sitz ist im Kreis Qinghe der Stadt Xingtai in der Provinz Hebei. Kurz nach der Gründung begann die Produktion von Automobilen. Der Markenname lautete zunächst ausschließlich Yogomo.
2017 erwarb Great Wall Motor 25 % der Unternehmensanteile.
Dies war ein taktischer Kauf. Great Wall Motor hatte zu dieser Zeit überwiegend schwere Fahrzeuge wie SUV und Pick-ups im Angebot, alle  mit Verbrennungsmotoren und hohem Kraftstoffverbrauch. Das entsprach nicht den Vorschriften der chinesischen Regierung, die sparsame Fahrzeuge und insbesondere Elektroautos verlangte, sodass Strafzahlungen drohten. Hebei Yujie Vehicle Industry mit ihren sparsamen Elektroautos hatte dagegen so etwas wie Bonuspunkte. Great Wall Motor profitierte durch die Anteile von diesen Bonuspunkten. 2018 kam es zusammen mit Great Wall Motor zur Gründung des Gemeinschaftsunternehmens Link Tour Holdings. Im Juni 2018 erfolgte die Umfirmierung in Lingtu Automobile. 2018 und 2019 hielt Great Wall Motor seine Anteile noch. Im Juli 2020 wurden die Anteile abgestoßen.
Das Unternehmen wurde reorganisiert und von Beijing Lanjingling Automobile bzw. Beijing Lanqueling Automobile Technology bzw. Beijing Lanqueling Automotive Technology gerettet oder übernommen. Anschließend wurden Fahrzeuge der Marke Pocco angeboten. Ab Juli 2022 war vorübergehend keine Kraftfahrzeugproduktion mehr erkennbar. 2023 wurden neue Modelle angekündigt. Seit November 2024 werden wieder Fahrzeuge hergestellt und verkauft. Anfang 2025 war Guo Beiyang der gesetzliche Vertreter.

## Fahrzeuge

### Markenname Yogomo

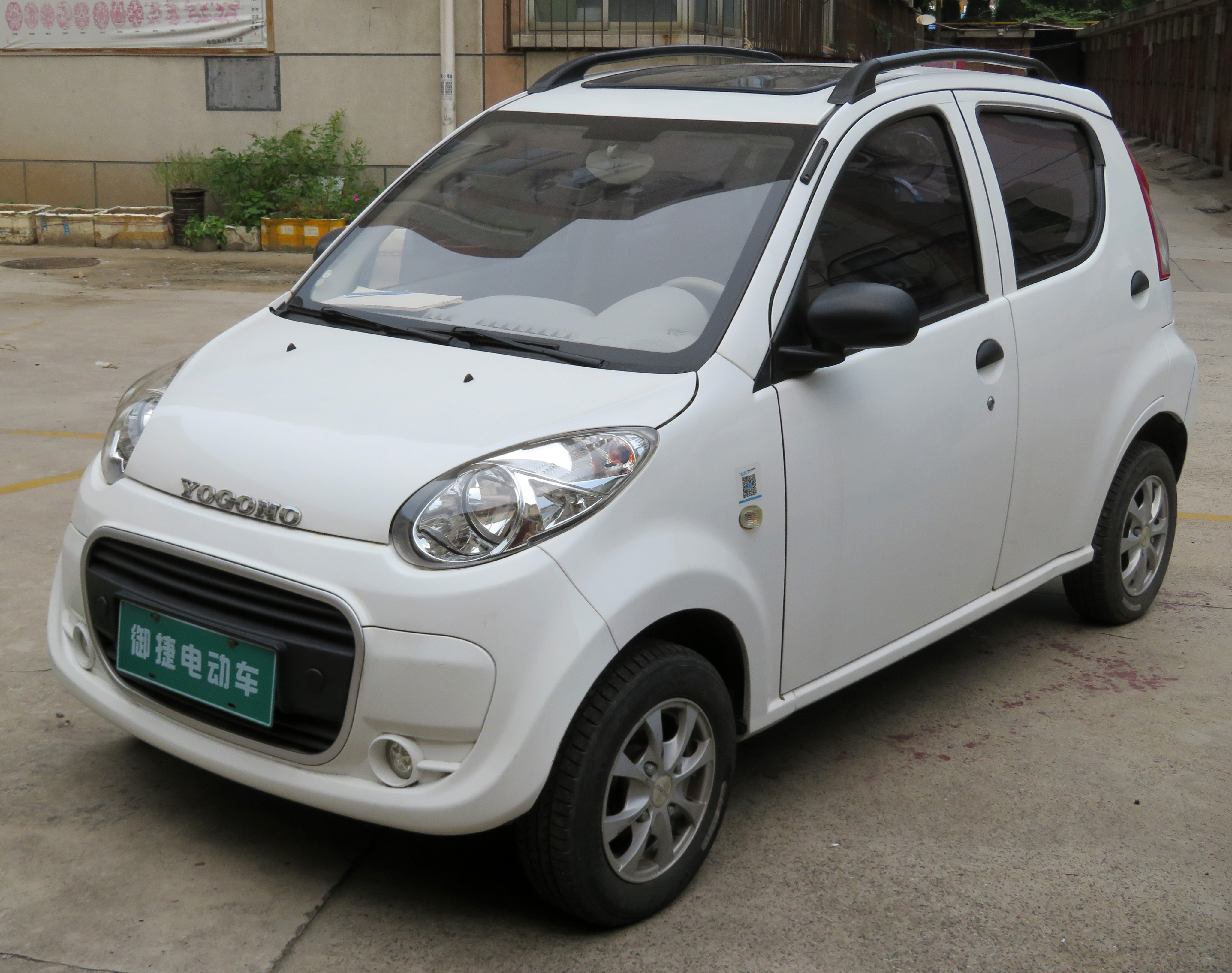
Leichtfahrzeug der Marke Yogomo

Die unter dem Markennamen Yogomo verkauften Wagen waren überwiegend Elektroautos der LSEV-Klasse (Low Speed Electric Vehicles). Daneben gab es auch größere Fahrzeuge, teilweise mit Verbrennungsmotoren, Dreiräder mit vorderem Einzelrad und Nutzfahrzeugausführungen. Letztes bekannte Modell war der Yogomo E-Line, laut einer Quelle abgekürzt zu YGM E-Line, den es von August 2018 bis November 2018 gab.

### Markenname Link Tour
Das Unternehmen präsentierte ab 2023 Fahrzeuge mit dem Markennamen Link Tour. Seit November 2024 werden Fahrzeuge in China verkauft.

### Markenname Pocco

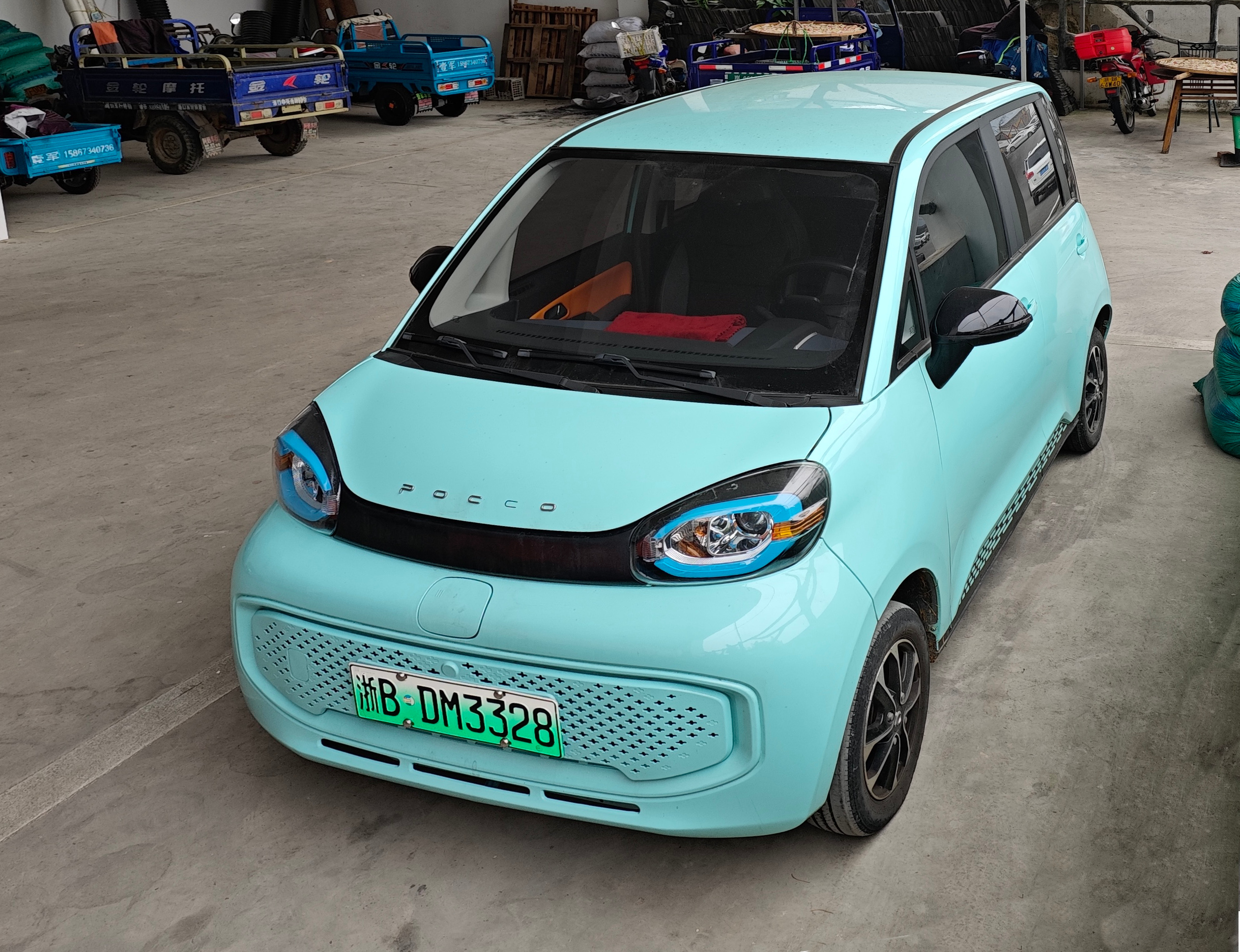
Pocco Duoduo

Die Marke Pocco bot von 2021 bis Juni 2022 die Modelle Meimei und Duoduo sowie nur 2022 den Lala an.